# La Bouche - Greatest Hits
La Bouche - Greatest Hits è la terza raccolta dei brani di maggior successo del gruppo musicale dance La Bouche. La raccolta è stata pubblicata dalla Sony BMG solo in Australia.

## Tracce
1. Sweet Dreams
2. Be My Lover
3. In Your Life
4. Take Me 2 Heaven 2 Night
5. Falling In Love
6. Say You' ll Be Mine
7. Bolingo
8. Unexpected Lovers
9. A Moment Of Love
10. Shoo Bee Do Bee Do
11. Where Do You Go
12. Do You Still Need Me
13. Forget Me Nots
14. SOS
15. Whenever You Want
16. You Won't Forget Me